# بينوا كابللو
بينوا كابللو (بالفرنسية: Benoît Cabello)‏ هو لاعب اتحاد الرغبي فرنسي، ولد في 27 فبراير 1980 في بيربينيا في فرنسا.

## وصلات خارجية
- بينوا كابللو على موقع ItsRugby.co.uk (الإنجليزية)